# Clinodactilia
Clinodactilia é um termo médico que descreve a curvatura de um dedo no plano da palma, mais frequente no dedo mínimo.
É uma anomalia isolada bastante comum que muitas vezes passa despercebida, mas também ocorre em combinação com outras anormalidades em muitas síndromes genéticas.

## Genética
Clinodactilia é um traço autossômico dominante que possui expressividade variável e penetrância incompleta.
A clinodactilia pode ser passada através da herança genética e apresenta como uma anomalia isolada ou uma manifestação componente de uma síndrome genética. Muitas síndromes estão associadas à clinodactilia, incluindo síndrome de Down, síndrome de Turner, síndrome de Aarskog, síndrome de Carpenter, síndrome de Seckel, síndrome de Cornelia de Lange, síndrome de XXYY, síndrome da deleção 13q, síndrome de Silver-Russel e a síndrome orofaciodigital tipo 1.
Quando identificado no pré-natal, por exemplo durante a ultrassonografia obstétrica, pode ser uma indicação para amostragem intra-uterina para análise cromossômica fetal, pois está estatisticamente correlacionada com o aumento do risco de um anomalia cromossômica no feto.

## Fisiopatologia
Devido a uma atrofia de desenvolvimento, há um alinhamento anormal das superfícies das articulações em qualquer articulação interfalangeana causando angulação no plano da palma. O dedo pode ser ligeiramente dobrado ou ter uma curva muito proeminente.

## Diagnóstico
Não há um consenso sobre o grau de angulação que justifica um diagnóstico, ma inclinação entre 15° e 30° é característico. Um termo parecido com o mesmo, camptodactilia é uma deformidade de flexão fixa de um dedo.

## Tratamento
O tratamento só é necessário se o grau de curvatura for suficiente para causar incapacidade ou causar danos emocionais. O uso de talas não corrige rotineiramente a deformidade. Os tratamentos cirúrgicos são osteotomia em cunha de fechamento, osteotomia em cunha de abertura, e osteotomia em cunha reversa. As radiografias dos dedos são úteis no planejamento do procedimento cirúrgico. A clinodactilia grave pode exigir alterações nos tecidos moles ao dedo, como a liberação da pele, deslocalização do tendão extensor, e avanço do ligamento colateral.

## Epidemiologia
Graus menores de curvatura são comuns. Os relatos de incidência variam entre 1% e 19,5%.